# Itumirim
Itumirim är en kommun i Brasilien.   Den ligger i delstaten Minas Gerais, i den sydöstra delen av landet, 700 km sydost om huvudstaden Brasília. Antalet invånare är 6 139.
Omgivningarna runt Itumirim är huvudsakligen savann. Runt Itumirim är det glesbefolkat, med 10 invånare per kvadratkilometer.